# هجوم 2009 على السفارة الباكستانية في طهران
وقع هجوم 2009 على السفارة الباكستانية في طهران عندما اجتاح المتظاهرون الإيرانيون السفارة بالحجارة بعد أن علموا بخبر مقتل عامل في القنصلية الإيرانية في بيشاور، مقاطعة الحدود الشمالية الغربية، باكستان. وبحسب المصادر الإخبارية، حمل المتظاهرون لافتات كتب عليها «شعارات مناهضة لباكستان». تمت استعادة النظام بسرعة وعملت حكومتا إيران وباكستان للحفاظ على العلاقات الدبلوماسية الهادئة.